# Han Kyo-won
Han Kyo-won (kor. 한교원; * 15. Juni 1990 in Chungju) ist ein südkoreanischer Fußballspieler.

## Karriere

### Verein
Han Kyo-won erlernte das Fußballspielen in den Schulmannschaften der Chungju Meeduck Middle School, der Chungju Commercial High School sowie dem Chosun College of Science & Technology. Seinen ersten Vertrag unterschrieb er 2011 bei Incheon United. Das Fußballfranchise aus Incheon spielte in der höchsten Liga des Landes, der K League 1. Nach 91 Erstligaspielen und 15 geschossenen Toren wechselte er 2014 zum Ligakonkurrenten Jeonbuk Hyundai Motors nach Jeonju. Das erste Halbjahr 2017 wurde er an den Drittligisten Hwaseong FC nach Hwaseong ausgeliehen. 2014, 2015, 2017, 2018, 2019 und 2020 wurde er mit Jeonbuk südkoreanischer Meister. 2016 gewann er mit Jeonbuk die AFC Champions League. Den Korean FA Cup gewann er mit Jeonbuk 2020. Aus beiden Endspielen ging man als Sieger gegen Ulsan Hyundai hervor.

### Nationalmannschaft
Han Kyo-won spielte von 2014 bis 2015 neunmal in der südkoreanischen Nationalmannschaft. 2015 nahm er mit der Mannschaft an der Asienmeisterschaft in Australien teil.

## Erfolge
Jeonbuk Hyundai Motors
- K League 1: 2014, 2015, 2017, 2018, 2019, 2020
- Korean FA Cup: 2020
- AFC Champions League: 2016